# Karl Beckersachs

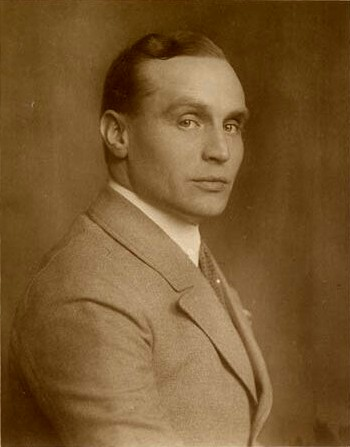
Karl Beckersachs auf einer Fotografie von Alexander Binder

Karl Beckersachs, auch Carl Beckersachs (geboren als Franz Karl Beckersachs; * 26. September 1881 in Neuenhain; † 31. März 1951 in Bad Kreuznach) war ein deutscher Schauspieler.

## Leben
Er verbrachte seine Schulzeit in Darmstadt und begann am dortigen Hoftheater als Volontär. Im Jahr 1906 erhielt er sein erstes Festengagement in Aachen. Im Jahr 1909 wurde er vom Schillertheater in Berlin engagiert.
Im Jahr 1912 begann er seine Karriere als Stummfilmdarsteller. Beckersachs machte sich einen Namen als galanter Liebhaber unter anderem von Henny Porten. Im August 1927 gründete er die Beckersachs-Prietzel Film GmbH. Als Hasso Prietzel aus der Firma ausstieg, wurde der bisherige Geschäftsführer Walter Scheunemann sein neuer Kompagnon und die Firma in die Beckersachs-Dr. Scheunemann-Film GmbH umbenannt.
Im Tonfilmzeitalter wurde er nur noch zweimal berücksichtigt. Er drehte seinen letzten Film 1936, 1938 leitete er das Theater am Kottbusser Tor. Sein letztes Lebenszeichen stammt aus dem Jahre 1944, als er ein eigenes, kleines Tourneetheater betrieb.

## Filmografie
| - 1912: Die Papierspur - 1912: Europäisches Sklavenleben - 1913: Komödianten - 1913: Ketten der Vergangenheit - 1913: Bajazzo - 1914: Was Liebe vermag - 1915: Carl und Carla - 1915: Das Ende vom Liede - 1916: Fräulein Wildfang - 1916: Ein Zirkusmädel - 1916: Der schwarze Pierrot - 1916: Bummelstudenten - 1917: Das Wäschermädel Seiner Durchlaucht - 1917: Der Geigenspieler - 1917: Das große Los - 1917: Durchlaucht Hypochonder - 1917: Gesucht ein Mann, der ein Mann ist - 1917: Edelweiß - 1917: Klein Doortje - 1918: Mitternacht - 1918: Das Licht in der Nacht - 1918: Die Buchhalterin - 1918: Die gestohlene Seele - 1918: Die Stunde der Vergeltung - 1918: Im Schloß am See - 1918: Gänseliesel - 1918: Die Rose von Dschiandun - 1918: Der Liftjunge - 1918: Der Dieb - 1919: Die Lüge der Pia Mahren - 1919: Schatten der Vergangenheit - 1919: Das Narrenschloß - 1919: Das Abenteuer der Bianetta - 1919: Heddas Rache - 1919: Die Spieler - 1919: Bergblume | - 1919: Das Rätsel der Unbekannten - 1919: Dem Glück entgegen - 1919: Der Erbe von Skialdingsholm - 1919: Eine tolle Kiste - 1920: Der Kammersänger - 1920: Die Glücksfalle - 1920: Die Tänzerin Marion - 1921: Hannerl und ihre Liebhaber - 1921: Carrière - 1921: Der Schicksalstag - 1921: Ironie des Schicksals - 1921: Moderne Frauen oder: Der Dieb - 1922: Divankatzen - 1922: Dolores - 1922: Maciste und der Sträfling Nr. 51 - 1922: Die fünf Frankfurter - 1922: Es kommt der Tag - 1922: Schamlose Seelen oder Ein Mädchenschicksal - 1924: Der geheime Agent - 1924: Die Brigantin von New York - 1924: Mädchen, die man nicht heiratet - 1924: Die Kleine aus der Konfektion - 1925: Halbseide - 1925: Aschermittwoch - 1925: Was Steine erzählen - 1925: Das alte Ballhaus (2 Teile) - 1925: O alte Burschenherrlichkeit - 1925: Volk in Not - 1925: Ein Walzertraum - 1926: Die Warenhausprinzessin - 1928: Die Geliebte seiner Hoheit - 1928: Eine Nacht in Yoshiwara (auch Produzent) - 1935: Verlieb Dich nicht am Bodensee - 1936: Der lachende Dritte |